# Агент Бинки: А.С.Т.Р.О. агенти
„Агент Бинки: А.С.Т.Р.О. агенти“ (на английски: Agent Binky: Pets of the Universe) е канадски компютърно анимиран телевизионен сериал от Nelvana. Базиран на поредицата графични романи, написани от Ашли Спайърс, сериалът се излъчва премиерно по Treehouse TV на 7 септември 2019 г.
Сериалът проследява приключенията на Бинки, космическа котка, която е на мисия да защити своето човешко семейство.
В България сериалът е озвучен с нахсинхронен дублаж в студио Про Филмс.
| Роля                    | Изпълнител           |
| ----------------------- | -------------------- |
| Агент Бинки             | Кристиян Върбановски |
| Капитан Грейси          | Вилма Карталска      |
| Агент Гордън            | Иван Велчев          |
| Агент Нола              | Лина Шишкова         |
| Агент Лу                | Димитър Ангелов      |
| Сержант Флъфи Вандермър | Георги Стоянов       |

| Обработка           | Про Филмс     |
| ------------------- | ------------- |
| Режисьор на дублажа | Сотир Мелев   |
| Преводач            | Лора Станоева |